# Ajuntament de Navarcles
L'Ajuntament de Navarcles és un edifici modernista que es va construir entre els anys 1910 i 1912, durant el mandat de l’alcalde Joan Errasti. L’obra va anar a càrrec de l’arquitecte manresà Ignasi Oms i Ponsa, i a més a més de l'edifici també va incloure la plaça. L'edifici forma part de l'Inventari del Patrimoni Arquitectònic de Catalunya.

## Descripció
L'edifici original de l’Ajuntament de Navarcles és una construcció de 25 x 7 metres de planta rectangular i 2 pisos d’alçada, amb molta façana i poca profunditat. La façana principal dona a la plaça de la Vila, té una composició clàssica on dominen les ornamentacions (baranes i treballs de forja) i els esgrafiats de clara influència modernista. La façana tenia un fons de color gris clar on destacaven paraments lliscats de color ocre i els esgrafiats situats sobre el balcó principal. Té un gran nombre d'obertures: tres portes d'entrada amb finestres intercalades a la planta baixa i al primer pis set obertures més, cinc de les quals comparteixen el balcó principal. Elements a destacar són dos medallons amb motius florals, la barana del balcó principal de ferro forjat, i els esgrafiats on es pot llegir: "Casa consistorial 1912" amb l'escut de Navarcles al centre.

## Història
L'any 1910, amb motiu d'haver cobrat 7500 ptes per la redempció d'un cens que feia la casa Solervicens pel molí de Navarcles, l'ajuntament acordà la urbanització de l'actual plaça de la Vila i la construcció d'un nou edifici consistorial, que subsistia l'antiga casa de la plaça Vella, que també havia de servir per acollir escoles públiques. El projecte fou encarregat a l'arquitecte manresà Ignasi Oms i Ponsa. Fou acabat l'any 1912.
Els terrenys on es va construir formaven part del mas Bertran i el propietari era en Valentí Vintró, que els va vendre a l’Ajuntament amb la condició que la plaça es digués plaça Bertran. La nova plaça era de terra i tenia una font al mig. També s'hi van instal·lar unes caselles per vendre la carn. De seguida va esdevenir el punt més important de la població. Al llarg dels anys va patir nombroses reformes i també canvis de nom: durant la República es va dir plaça de la República, quan es va acabar la Guerra Civil es va canviar el nom per Plaza de la Victoria i amb l’arribada de la democràcia va esdevenir la plaça de la Vila que és el nom actual. El 1931 es van enderrocar les caselles de la carn; durant el 1960 la plaça es va urbanitzar, s'hi van plantar arbres al voltant i també es van posar bancs de pedra. A començaments dels anys setanta es va enrajolar i es va crear el mur al voltant. Durant la dècada dels noranta van continuar les reformes eixamplant voreres, plantant arbres i instal·lant fanals.
El 1995 s'aprovava el projecte de remodelació que pretenia millorar la connexió de les plantes i ampliar la superfície útil tot respectant l'estil modernista de l'edifici. L’arquitecte encarregat del projecte fou Joan Fabregat de Barcelona. L’ampliació es va fer per la part posterior de l'edifici, ja que la façana posterior no tenia cap element remarcable i els terrenys eren propietat de l’Ajuntament. El nou vestíbul té obertura cap al Parc de Marcel·lí Monrós per tant les vistes són sobre aquesta zona verda. Tot i que l'entrada principal segueix sent per la plaça de la Vila, a la façana posterior també s'hi va crear un accés. La nova façana posterior consta de diferents elements: lames horitzontals per matisar la llum sobre el vestíbul, lames verticals a la sala de plens i un rellotge sobre la transparència d’alabastre.
En la remodelació també es va restaurar la façana principal i es van recuperar els esgrafiats i colors originals que s'havien malmès i perdut en algunes reparacions que es van fer al llarg dels anys. També es van recuperar la mida dels forats de la planta baixa que havien estat escapçats. 4 El nou edifici remodelat va entrar en funcionament el mes d’abril de 1998.